# Shamrock II
 (janvier 2013).
Si vous disposez d'ouvrages ou d'articles de référence ou si vous connaissez des sites web de qualité traitant du thème abordé ici, merci de compléter l'article en donnant les références utiles à sa vérifiabilité et en les liant à la section « Notes et références ».
Le yacht Shamrock II était, lors de la coupe de l'America 1901, le challenger britannique opposé au defender américain Columbia

## Construction

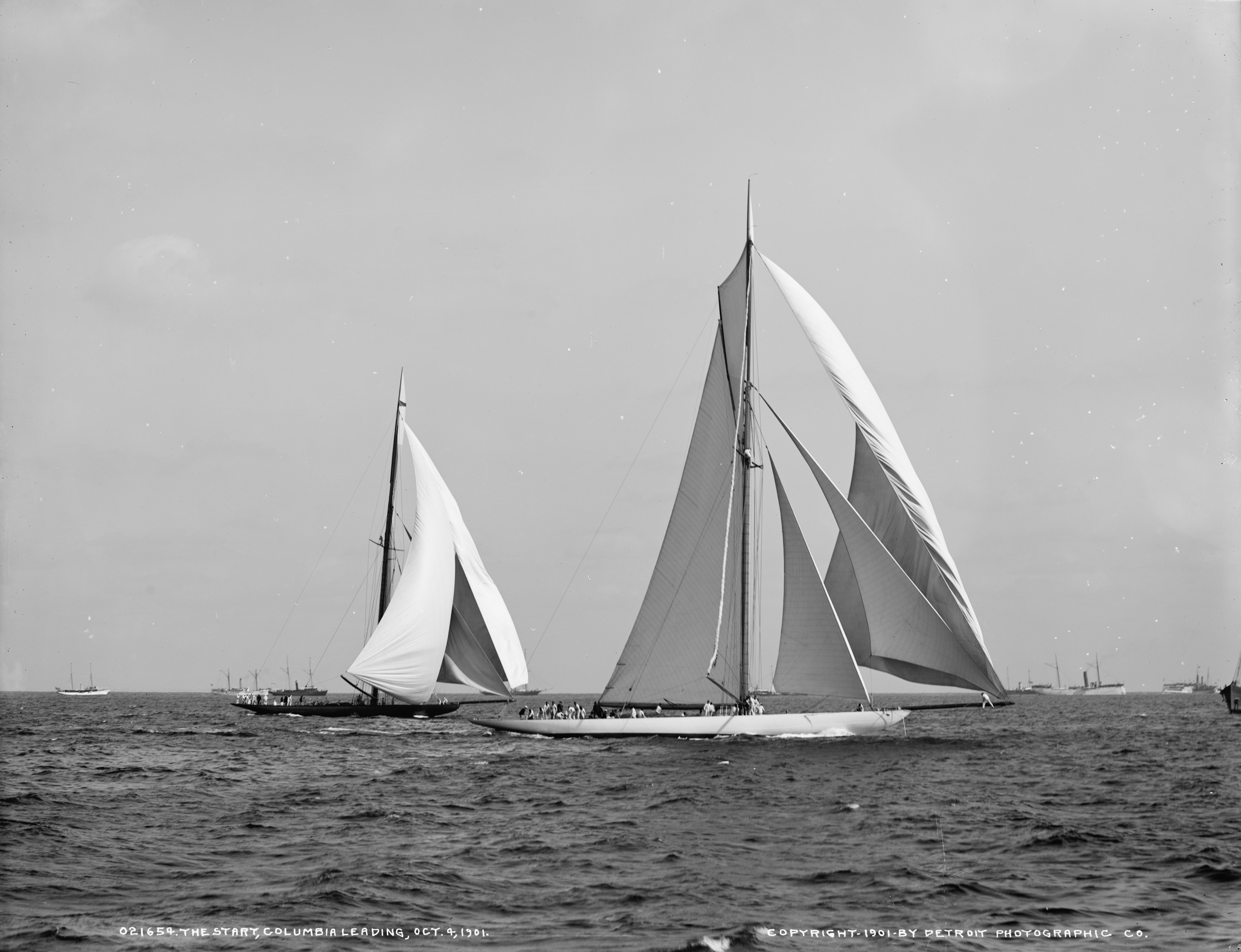
Columbia et Shamrock II

Les plans du Shamrock II ont été dessinés par l’architecte naval George Lennox Watson en 1900 à la suite d'une commande de Sir Thomas Lipton du Royal Ulster Yacht Club. La construction a été réalisée par les chantiers William Denny & Brothers. Il est le quatrième et dernier voilier dessiné par Watson pour la Coupe de l'America.

## Carrière

Guidon du RUYC

Shamrock II est lancé le 30 avril 1901. Il connait des débuts difficiles avec deux défaites contre Shamrock et un démâtage alors que le roi Édouard VII est à son bord. 
Lors de la coupe de l'America 1901, skippé par Edward Isaac Sycamore, il est battu par le Columbia 3 manches à 0.
Après la compétition, il est mis en cale sèche à New York, puis est finalement détruit en novembre 1903.